# JFEアドバンテック
JFEアドバンテック株式会社（ジェイエフイーアドバンテック）は、JFEスチールの子会社で、計量器、水位計、設備診断機器、計測機器などの製造販売を行う企業である。

## 主な事業所
- 本社・本社工場(西宮地区)　- 兵庫県西宮市高畑町3-48
- 本社工場(神戸地区)　- 兵庫県神戸市西区井吹台東町7-2-3
- 東京本社 - 東京都台東区蔵前2-17-4
- 東北支店 - 宮城県仙台市青葉区一番町1-3-1
- 名古屋支店 - 愛知県名古屋市中村区名駅3-23-2
- 中国・四国支店 - 岡山県倉敷市水島川崎通1丁目
- 九州支店 - 福岡県福岡市博多区博多駅東2-9-25
- 北海道営業所 - 北海道札幌市西区発寒10条13丁目1-1
- 東日本事業所 - 千葉県千葉市中央区川崎町1
- 西日本事業所(倉敷) -  岡山県倉敷市水島川崎通1丁目
- 西日本事業所(福山) -  広島県福山市鋼菅町1番地

## 事業部・主な製品
- 水環境事業部
  - 投込圧力式水位計
  - 光学式水位計
  - 流量計
- 海洋・河川事業部
  - ATENAS流量観測システム
  - 高速高感度光学式DOセンサ RINKOシリーズ
  - 内蔵記録方式センサ INFINITYシリーズ
- 計測診断事業部
  - オンライン設備診断システム
  - 設備診断機器
- 計量事業部
  - ロードセル
  - クレーンスケール
  - トラックスケール
  - 計量システム

## 沿革
- 1944年（昭和19年）4月 - 川崎重工業製鋼工場（後の兵庫工場）で秤量機の製作を開始。
- 1949年（昭和24年）4月 - 熱管理計器の製作を開始。
- 1950年（昭和25年）8月1日 - 川崎重工業の製鋼部門が独立し川崎製鉄株式会社が発足。葺合工場（後の阪神製造所）で計器の製作を開始。
- 1951年（昭和26年）10月 - 葺合工場の計器部門と兵庫工場の秤量機部門を統合し、神戸市葺合区に計量器工場を設置。
- 1960年（昭和35年）10月 - 計量器工場が西宮市高畑町に移転。
- 1973年（昭和48年）11月14日 - 川崎製鉄から計量器工場が分離独立し、川鉄計量器株式会社が発足。
- 1988年（昭和53年）1月 - 川鉄アドバンテック株式会社に社名変更。
- 1995年（平成7年）8月 - ISO9001取得。
- 2000年（平成12年）4月 - 事業部制導入
- 2004年（平成16年）4月1日 - JFEアドバンテック株式会社に社名変更。
- 2005年（平成17年）12月 - ISO14001認証取得 。
- 2010年（平成22年）4月 - JFEアレック株式会社と事業統合 。